# Gols (Burgenland)
Gols (em húngaro: Gálos) é um município da Áustria localizado no distrito de Neusiedl am See, no estado de Burgenland.